# Uganda International 2011
Die Uganda International 2011 im Badminton fanden vom 17. bis zum 20. März 2011 in der Nsambya Sharing Hall in Kampala statt. Beim Turnier wurden Punkte für die Badminton-Weltrangliste vergeben. Das Preisgeld betrug 5.000 US-Dollar, wodurch das Turnier in die International Series eingeordnet wurde.

## Finalergebnisse
| Disziplin    | Sieger                         | Finalist                      | Ergebnis           |
| ------------ | ------------------------------ | ----------------------------- | ------------------ |
| Herreneinzel | Jan Fröhlich                   | Kaveh Mehrabi                 | 21:15 12:1 Aufgabe |
| Dameneinzel  | Telma Santos                   | Özge Bayrak                   | 21:19 19:21 21:19  |
| Herrendoppel | Giovanni Greco Daniel Messersi | Ivan Mayega Wilson Tukire     | 21:14 21:17        |
| Damendoppel  | Özge Bayrak Öznur Çalışkan     | Dhanya Nair Mohita Sahdev     | 21:14 12:21 21:14  |
| Mixed        | Ivan Mayega Norah Nassimbwa    | Benfield Mulumba Rose Nakalya | 12:21 21:15 21:12  |